# Betel
Betel, (hebr. "Guds hus") er det historiske navn for stedet Betin et stykke nord for Jerusalem. Navnet blev ifølge Det Gamle Testamente givet til stedet af patriarken Jakob fordi han der drømte om en trappe der gik op til himmelen, og hvor engle steg op og ned.
31°55′22″N 35°14′29″Ø / 31.9228°N 35.2414°Ø